# River Winster
Der River Winster ist ein Fluss in Cumbria, England. Der Winster war die historische Grenze zwischen den historischen Grafschaften Lancashire und Westmorland.
Der Winster entspringt im Lake District auf den Bergen zwischen den Orten Winster und Bowness-on-Windermere. Der Fluss fließt in südlicher Richtung an den Siedlungen Ludderburn, Hartbarrow und Bowland Bridge vorbei. Bei Bridge House geht der Fluss in ein Tal zwischen dem Whitbarrow und dem Cartmel Fell über. Westlich der Siedlung Strickland Hill und östlich der Siedlung Low Tarn Green weitet sich der Fluss und bildet den Helton Tarn. Der Fluss fließt an den Orten Meathop und Lindale vorbei, bevor er östlich von Grange-over-Sands in den Mündungstrichter des River Kent an der Morecambe Bay mündet.